# Sooglossus
Scooglossus é um gênero anuro da família Sooglossidae, endêmico de Seychelles.

## Espécies
- Sooglossus gardineri (Boulenger, 1911)
- Sooglossus pipilodryas Gerlach e Willi, 2003
- Sooglossus sechellensis (Boettger, 1896)
- Sooglossus thomasseti Boulenger, 1909[a]